# Паз

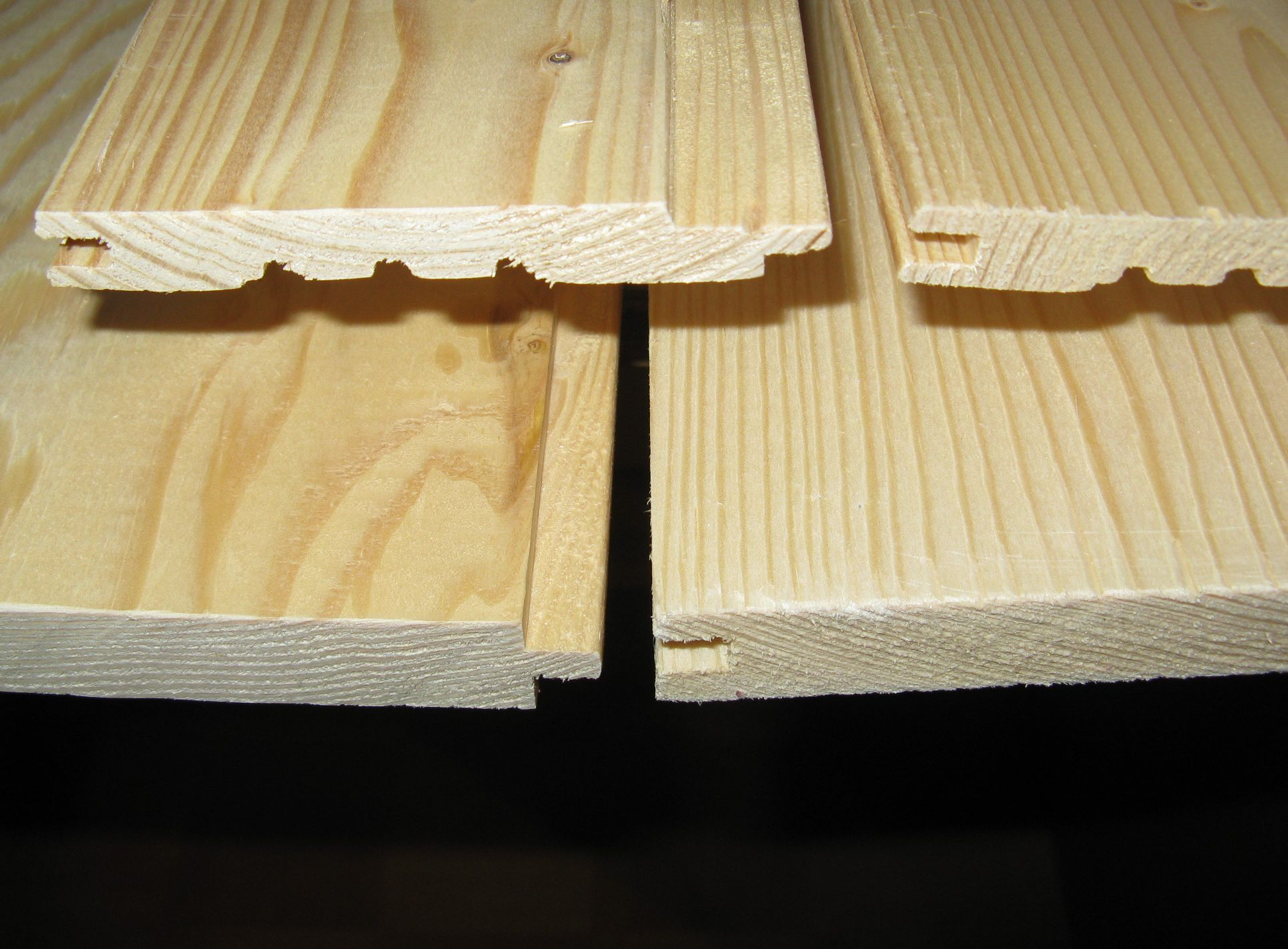
З'єднання «шип-паз»

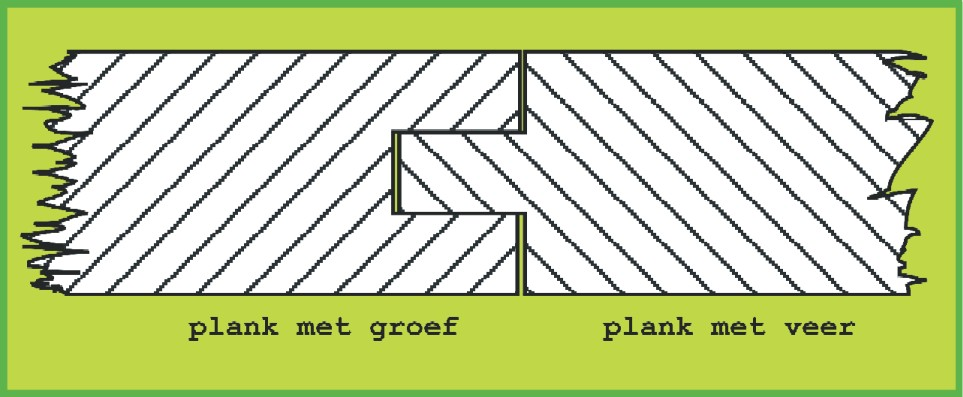
З'єднання «шип-паз»

Паз, розм. ґа́ра — вузька і довга щілина, стик (між недостатньо щільно припасованими колодами, дошками, плитами, металевими листами і т. ін.)
У техніці часто — виїмка, заглиблення, гніздо (зазвичай довгастої форми) в якій-небудь деталі, куди вставляється виступ іншої деталі.